# 陳友仁 (南宋)
陳友仁（？年—？年），字君復，湖州（今浙江省湖州市）人，宋末元初作家，撰有《周禮集說》十卷。

## 生平
《周禮集說》十卷，《四庫全書總目》題：不著撰人名氏，後有陳友仁序云；宋慈抱《兩浙著述考》徑題宋陳友仁撰。序題丙子（1276年）後九年（1285年），為南宋滅亡之年，陳友仁此舉，表示不忘宋朝，仍稱自己為宋人。